# Horstmannolochus pulchripennis
Horstmannolochus pulchripennis là một loài tò vò trong họ Ichneumonidae.